# Sông Ngụ
Sông Ngụ trước kia là một nhánh sông Thiên Đức chảy sang sông Thái Bình với lòng sông rộng, buôn bán tấp nập trên bến dưới thuyền hình thành nên nhiều trung tâm kinh tế lâu đời như: Hồ, Đông Côi, Bưởi, Ngụ, Thứa, Đò. Nhưng nay nhiều đoạn sông bị lấp, toàn lòng sông bị thu hẹp; dòng chính của sông chỉ còn lưu thông được trên 26 km từ cửa Bưởi (Đại Bái, Gia Bình) tới cửa Nhất Trai (Minh Tân, Lương Tài) cùng 2 phụ lưu là sông Thứa và sông Đồng Khởi.

## Các huyện thị chảy qua
- Thuận Thành: (nay chỉ còn sót lại một số đoạn kênh, máng; một số đoạn bị lấp hoàn toàn)
  - xã Song Hồ: trước kia là cửa sông dẫn nước từ sông Thiên Đức vào.
  - thị trấn Hồ
  - xã Trạm Lộ
  - xã An Bình
- Gia Bình: (Dòng chính thể hiện rõ nhất với lòng sông rộng, sâu)
  - xã Đại Bái
  - xã Quỳnh Phú
  - xã Xuân Lai
  - thị tứ Ngụ
  - xã Nhân Thắng
  - xã Bình Dương
- Lương Lài: (Nhiều đoạn lòng sông nhỏ hẹp do lấp để canh tác thủy sản)
  - xã Quảng Phú
  - xã Tân Lãng
  - xã Phú Hòa
  - xã An Thịnh
  - xã Mỹ Hương
  - xã Trừng Xá
  - xã Lai Hạ
  - xã Minh Tâm
  - Nhánh sông Thứa chảy về thị trấn Thứa
  - Nhánh sông Đồng Khởi chảy về xã Trung Chính

## Chức năng
Không còn có thể chuyên chở hàng hóa, thương mại, sông Ngụ ngày nay có 2 chức năng chính là thoát nước cho đô thị và thủy lợi (đặc biệt là tưới tiêu).

## Cầu bắc qua sông
- Cầu Quỳnh Phú
- Cầu Móng: trên ĐT.280
- Cầu Ngụ: trên ĐT.285
- Cầu Ngụ mới: chuẩn bị đầu tư
- Cầu Bà Khê
- Cầu Đò: trên ĐT.281
- Cầu chợ Đò
- Cầu Lai Hạ: trên ĐT.285B